# Richard Oertel (Pfarrer)

Richard Oertel

Richard Oertel (* 14. September 1860 in Horn; † 14. Februar 1932 in Simmern) war ein deutscher protestantischer Pfarrer und Abgeordneter (NLP, DVP).

## Leben und Wirken
Richard Oertel stammte aus einer Pfarrersfamilie. Sein Vater Georg Friedrich Hugo Oertel war von 1883 bis 1907 Superintendent des Kirchenkreises Simmern und Direktor der Schmiedelanstalten sowie sein Großvater Friedrich Wilhelm Philipp Oertel waren ebenso Pfarrer wie auch der Urgroßvater Friedrich Peter Paul Oertel und dessen Vater Johann Paul Oertel.
Nach dem Besuch der Volksschule und der höheren Bürgerschule in Simmern sowie des Gymnasiums in Kreuznach (in dieser Zeit war er in Pension bei Robert Cauer dem Älteren aus der Künstlerfamilie Cauer) leistete er seinen Militärdienst als Einjährig-Freiwilliger. Oertel studierte in Tübingen, Leipzig und Bonn Evangelische Theologie. Während seines Studiums wurde er im Wintersemester 1879/1880 Mitglied der Tübinger Burschenschaft Derendingia.
Das erste theologische Examen legte er 1893 ab, nach dem Vikariat in Kappel folgte das zweite 1895 vor dem Konsistorium in Koblenz. Dann war er von 1895 bis 1896 als Hauslehrer der Familie Cauer in Rom tätig, zuletzt von 1896 bis 1929 als Pfarrer in Neuerkirch.
Von 1892 bis 1921 war Oertel Vorsitzender des von ihm gegründeten Hunsrücker Bauernvereins, für den er die Zeitschrift Hunsrücker Bauer herausgab, und Aufsichtsratsmitglied der Landwirtschaftlichen Zentral-Darlehnskasse für Deutschland. Im Bund der Landwirte war er als Funktionär aktiv. Von 1907 bis 1913 war er Direktor der Schmiedelanstalten.
Politisch betätigte Oertel sich im Kaiserreich in der Nationalliberalen Partei. Von 1903 bis 1906 war er im Zentralvorstand der Nationalliberalen, für die er von 1912 bis 1918 im Preußischen Abgeordnetenhaus saß. Nach dem Ersten Weltkrieg wurde er Mitglied der Deutschen Volkspartei (DVP), für die er vom Januar 1919 bis Juni 1920 Abgeordneter für den Wahlkreis 21 (Koblenz-Trier) in der Weimarer Nationalversammlung und von Juni 1920 bis Mai 1924 Mitglied des ersten Reichstags der Weimarer Republik war.
Durch seine Heirat mit Elise Cauer am 5. November 1886 blieb Oertel mit der Künstlerfamilie Cauer verbunden.
In Simmern wurde die Richard Oertel-Straße nach ihm benannt.